# Roger ze San Severina
Roger ze San Severina byl v letech 1277 - 1282 bailiffem (místodržícím) Jeruzalémského království. Byl odeslán s malým oddílem vojska jedním z držitelů práv k jeruzalémskému trůnu, sicilským králem, Karlem z Anjou do hlavního města království Akkonu, aby zde zastupoval svého krále a hájil jeho práva.
Karel z Anjou, který byl bratrem francouzského krále Ludvíka IX., získal práva na jeruzalémskou korunu koupí od titulární antiochijské kněžny Marie, která byla po smrti jeruzalémského krále Konráda III. v roce 1268 jedním ze šlechticů v Jeruzalémském království, která mohla na trůn vznášet nároky. O nástupnictví se Marie (a posléze Karel z Anjou) nicméně musela přít s kyperským králem Hugem III.
Roger po příjezdu do Svaté země nalezl podporu pro Karlovy zájmy u Benátské republiky a templářů. V té době vykonával funkci bailiffa Balian z Ibelinu, pán z Arsufu, který zpočátku odmítl Rogera i s jeho doprovodem vpustit do akkonské citadely, až dokud nedostal dokumenty podepsané Karlem z Anjou, kněžnou Marií a papežem Janem XXI. Řád Johanitů a také jeruzalémský patriarcha Jean de Versailles odmítl do situace zasáhnout. Křižácký stát, který se nazýval Jeruzalémským královstvím se však propadl do anarchie. Roger požadoval na místních baronech přísahu Karlovi z Anjou, někteří z nich však odmítli uznat královskou autoritu bez rozhodnutí Královské rady (Haute Cour) Jiný baroni požadovali na králi Hugovi III., aby je zprostil jejich přísah, on to však odmítl a Roger ze San Severina začal hrozit konfiskacemi majetku šlechticů, kteří mu nebudou loajální. Baroni se podřídili. Nakonec Rogerovi hrabě z Tripolisu Bohemund VII. přepustil regentství Jeruzalémského království.
Roger ze San Severina dále vládl zbytkům latinského království na Blízkém východě v míru. Pokračoval ve spojenectví s mamlúckým sultánem Kalavunem a na žádost Karla z Anjou vyjednal v roce 1281 příměří mezi křesťany a muslimy na dalších deset let. Spojenectví s mamlúky Roger dodržoval a odmítl se spojit proti nim s perským ílchánem Abakou a jeho mongolským vojskům v bitvě u Homsu. Bitvu nakonec mamlúci vyhráli a Roger osobně poblahopřál Kalavunovi k vítězství. Když se 30. března 1281 Roger dozvěděl o povstání zvaném „Sicilské nešpory“, jmenoval v Akkonu Oda Poilechiena svým nástupce a odplul zpět do Itálie.